# ATP Challenger Tour 2016
In der folgenden Tabelle werden die Turniere der professionellen Herrentennis-Saison 2016 der ATP Challenger Tour dargestellt. Sie bestand aus 166 Turnieren mit einem Preisgeld zwischen 40.000 und 125.000 US-Dollar. Es war die 40. Ausgabe des Challenger-Turnierzyklus und die achte unter dem Namen ATP Challenger Tour.

## Turnierplan

### Januar
| Datum1 | Ort            | Turnier                                  | Preisgeld2   | Belag3    | Sieger Einzel    | Sieger Doppel                           |
| ------ | -------------- | ---------------------------------------- | ------------ | --------- | ---------------- | --------------------------------------- |
| 04.01. | Nouméa         | Challenger BNP Paribas Nouméa            | $ 075.000 +H | Hartplatz | Adrian Mannarino | Julien Benneteau Édouard Roger-Vasselin |
| 04.01. | Happy Valley   | City of Onkaparinga ATP Challenger       | $ 075.000    | Hartplatz | Taylor Fritz     | Matteo Donati Andrei Golubew            |
| 04.01. | Bangkok        | Bangkok Open                             | $ 050.000 +H | Hartplatz | Michail Juschny  | Johan Brunström Andreas Siljeström      |
| 04.01. | Mendoza        | Challenger Mendoza                       | $ 050.000 +H | Sand      | Gerald Melzer    | Máximo González José Hernández          |
| 11.01. | Canberra       | Canberra ATP Challenger                  | $ 075.000    | Hartplatz | Paolo Lorenzi    | Mariusz Fyrstenberg Santiago González   |
| 11.01. | Bangkok        | Bangkok Open II                          | $ 050.000 +H | Hartplatz | Michail Juschny  | Wesley Koolhof Matwé Middelkoop         |
| 11.01. | Buenos Aires   | Racket Club Open                         | $ 050.000 +H | Sand      | Facundo Bagnis   | Facundo Bagnis Máximo González          |
| 18.01. | Manila         | Philippine Open                          | $ 075.000    | Hartplatz | Michail Juschny  | Johan Brunström Frederik Nielsen        |
| 18.01. | Rio de Janeiro | Vivo Tennis Cup                          | $ 050.000    | Sand      | Facundo Bagnis   | Gastão Elias André Ghem                 |
| 25.01. | Bucaramanga    | Claro Open Bucaramanga                   | $ 050.000 +H | Sand      | Gerald Melzer    | Julio Peralta Horacio Zeballos          |
| 25.01. | Maui           | Sportmaster Tennis Championships of Maui | $ 050.000    | Hartplatz | D. Wu            | Jason Jung Dennis Novikov               |

### Februar
| Datum  | Ort                 | Turnier                                                | Preisgeld    | Belag         | Sieger Einzel         | Sieger Doppel                         |
| ------ | ------------------- | ------------------------------------------------------ | ------------ | ------------- | --------------------- | ------------------------------------- |
| 01.02. | Dallas              | RBC Tennis Championships of Dallas                     | $ 100.000    | Hartplatz (i) | Kyle Edmund           | Nicolas Meister Eric Quigley          |
| 01.02. | Launceston          | Neville-Smith Forest Products Launceston International | $ 075.000    | Hartplatz     | Blake Mott            | Luke Saville Jordan Thompson          |
| 08.02. | Santo Domingo       | Milex Open                                             | $ 075.000 +H | Sand          | Guido Andreozzi       | Ariel Behar Giovanni Lapentti         |
| 08.02. | Bergamo             | Internazionali di Tennis Trofeo Faip–Perrel            | € 042.500 +H | Hartplatz (i) | Pierre-Hugues Herbert | Ken Skupski Neal Skupski              |
| 15.02. | Breslau             | Wrocław Open                                           | € 085.000 +H | Hartplatz (i) | Marco Chiudinelli     | Pierre-Hugues Herbert Albano Olivetti |
| 15.02. | Morelos             | Morelos Open                                           | $ 050.000 +H | Hartplatz     | Gerald Melzer         | Philip Bester Peter Polansky          |
| 15.02. | Neu-Delhi           | Delhi Open                                             | $ 050.000    | Hartplatz     | Stéphane Robert       | Yuki Bhambri Mahesh Bhupathi          |
| 22.02. | Kyōto               | Shimadzu All Japan Indoor Tennis Championships         | $ 050.000 +H | Teppich (i)   | Yūichi Sugita         | Gong Maoxin Yi Chu-huan               |
| 22.02. | Cherbourg-Octeville | Challenger La Manche – Cherbourg                       | € 042.500 +H | Hartplatz (i) | Jordan Thompson       | Ken Skupski Neal Skupski              |
| 29.02. | Quimper             | Open BNP Paribas Banque de Bretagne Quimper            | € 042.500 +H | Hartplatz (i) | Andrei Rubljow        | Tristan Lamasine Albano Olivetti      |

### März
| Datum  | Ort               | Turnier                                             | Preisgeld    | Belag         | Sieger Einzel          | Sieger Doppel                           |
| ------ | ----------------- | --------------------------------------------------- | ------------ | ------------- | ---------------------- | --------------------------------------- |
| 07.03. | Puebla            | Abierto de Puebla                                   | $ 075.000 +H | Hartplatz (i) | Eduardo Struvay        | Marcus Daniell Artem Sitak              |
| 07.03. | Jönköping         | RC Hotel Open                                       | € 042.500    | Hartplatz (i) | Andrei Golubew         | Isak Arvidsson Fred Simonsson           |
| 07.03. | Santiago de Chile | Cachantún Cup                                       | $ 050.000 +H | Sand          | Facundo Bagnis         | Julio Peralta Hans Podlipnik-Castillo   |
| 07.03. | Zhuhai            | Zhuhai Challenger                                   | $ 050.000    | Hartplatz     | Thomas Fabbiano        | Gong Maoxin Yi Chu-huan                 |
| 14.03. | Irving            | Irving Tennis Classic                               | $ 125.000 +H | Hartplatz     | Marcel Granollers      | Nicholas Monroe Aisam-ul-Haq Qureshi    |
| 14.03. | Guadalajara       | Zurich Jalisco Open                                 | $ 100.000    | Hartplatz     | Malek Jaziri           | Gero Kretschmer Alexander Satschko      |
| 14.03. | Drummondville     | Challenger Banque Nationale                         | $ 050.000 +H | Hartplatz (i) | Daniel Evans           | Jamie Cerretani Max Schnur              |
| 14.03. | Guangzhou         | China International Guangzhou                       | $ 050.000 +H | Hartplatz     | Nikolos Bassilaschwili | Alexander Kudrjawzew Denys Moltschanow  |
| 14.03. | Kasan             | Kazan Kremlin Cup                                   | $ 040.000 +H | Hartplatz (i) | Tobias Kamke           | Aljaksandr Bury Igor Zelenay            |
| 21.03. | Shenzhen          | Gemdale ATP Challenger China International Shenzhen | $ 075.000 +H | Hartplatz     | Dudi Sela              | Luke Saville Jordan Thompson            |
| 21.03. | San Luis Potosí   | San Luis Open Challenger Tour                       | $ 050.000 +H | Sand          | Peđa Krstin            | Marcus Daniell Artem Sitak              |
| 28.03. | Raʿanana          | Electra Israel Open                                 | $ 125.000    | Hartplatz     | Jewgeni Donskoi        | Konstantin Krawtschuk Denys Moltschanow |
| 28.03. | León              | Torneo Internacional Challenger León                | $ 100.000 +H | Hartplatz     | Michael Berrer         | Santiago González Mate Pavić            |
| 28.03. | Saint-Brieuc      | Open Harmonie Mutuelle                              | € 042.500 +H | Hartplatz (i) | Alexandre Sidorenko    | Rameez Junaid Andreas Siljeström        |

### April
| Datum  | Ort         | Turnier                                        | Preisgeld    | Belag       | Sieger Einzel      | Sieger Doppel                         |
| ------ | ----------- | ---------------------------------------------- | ------------ | ----------- | ------------------ | ------------------------------------- |
| 04.04. | Le Gosier   | Open de Guadeloupe                             | $ 100.000 +H | Hartplatz   | Malek Jaziri       | Jamie Cerretani Antal van der Duim    |
| 04.04. | Neapel      | Capri Watch Cup Tennis Napoli                  | € 042.500 +H | Sand        | Jozef Kovalík      | Gero Kretschmer Alexander Satschko    |
| 11.04. | Sarasota    | Sarasota Open                                  | $ 100.000    | Sand        | Mischa Zverev      | Facundo Argüello Nicolás Kicker       |
| 11.04. | Barletta    | Open Città della Disfida                       | € 042.500 +H | Sand        | Elias Ymer         | Johan Brunström Andreas Siljeström    |
| 11.04. | Gwangju     | Gwangju Open Challenger                        | $ 050.000 +H | Hartplatz   | Ričardas Berankis  | Sanchai Ratiwatana Sonchat Ratiwatana |
| 18.04. | Nanjing     | TAC Cup China International Nanjing Challenger | $ 050.000 +H | Sand        | Ričardas Berankis  | Saketh Myneni Jeevan Nedunchezhiyan   |
| 18.04. | São Paulo   | São Paulo Challenger de Tênis                  | $ 050.000 +H | Sand        | Gonzalo Lama       | Fabrício Neis Caio Zampieri           |
| 18.04. | Savannah    | St. Joseph’s/Candler Savannah Challenger       | $ 050.000    | Sand        | Björn Fratangelo   | Brian Baker Ryan Harrison             |
| 18.04. | Turin       | Torino Challenger                              | € 042.500 +H | Sand        | Gastão Elias       | Andrej Martin Hans Podlipnik-Castillo |
| 25.04. | Anning      | Kunming Open                                   | $ 100.000 +H | Sand        | Jordan Thompson    | Bai Yan Riccardo Ghedin               |
| 25.04. | Taipeh      | Santaizi ATP Challenger                        | $ 075.000 +H | Teppich (i) | Daniel Evans       | Hsieh Cheng-peng Yang Tsung-hua       |
| 25.04. | Tallahassee | Tallahassee Tennis Challenger                  | $ 050.000    | Sand        | Quentin Halys      | Dennis Novikov Julio Peralta          |
| 25.04. | Ostrava     | Prosperita Open                                | € 042.500    | Sand        | Constant Lestienne | Sander Arends Sam Weissborn           |

### Mai
| Datum  | Ort             | Turnier                                   | Preisgeld    | Belag     | Sieger Einzel          | Sieger Doppel                             |
| ------ | --------------- | ----------------------------------------- | ------------ | --------- | ---------------------- | ----------------------------------------- |
| 02.05. | Busan           | Busan Open                                | $ 100.000 +H | Hartplatz | Konstantin Krawtschuk  | Sam Groth Leander Paes                    |
| 02.05. | Aix-en-Provence | Open du Pays d’Aix                        | € 085.000 +H | Sand      | Thiago Monteiro        | Oliver Marach Philipp Oswald              |
| 02.05. | Qarshi          | Karshi Challenger                         | $ 050.000 +H | Hartplatz | Marko Tepavac          | Enrique López Pérez Jeevan Nedunchezhiyan |
| 02.05. | Rom             | Garden Open                               | € 042.500 +H | Sand      | Kyle Edmund            | Bai Yan Li Zhe                            |
| 09.05. | Seoul           | Lecoq Seoul Open                          | $ 100.000 +H | Hartplatz | Serhij Stachowskyj     | Matt Reid John-Patrick Smith              |
| 09.05. | Bordeaux        | BNP Paribas Primrose Bordeaux             | € 085.000 +H | Sand      | Rogério Dutra da Silva | Johan Brunström Andreas Siljeström        |
| 09.05. | Heilbronn       | Neckarcup                                 | € 064.000 +H | Sand      | Nikolos Bassilaschwili | Sander Arends Sam Weissborn               |
| 09.05. | Samarqand       | Samarkand Challenger                      | $ 050.000 +H | Sand      | Karen Chatschanow      | Denis Mazukewitsch Andrej Wassileuski     |
| 16.05. | Bangkok         | Bangkok Open III                          | $ 050.000 +H | Hartplatz | James Duckworth        | Chen Ti Jason Jung                        |
| 16.05. | Mestre          | Venice Challenge Save Cup                 | € 042.500    | Sand      | Gastão Elias           | Fabrício Neis Caio Zampieri               |
| 23.05. | Vicenza         | Internazionali di Tennis Città di Vicenza | € 042.500    | Sand      | Guido Andreozzi        | Andrei Golubew Nikola Mektić              |
| 30.05. | Prostějov       | Unicredit Czech Open                      | $ 106.500 +H | Sand      | Michail Kukuschkin     | Aljaksandr Bury Igor Zelenay              |
| 30.05. | Fürth           | Franken Challenge                         | € 042.500 +H | Sand      | Radu Albot             | Facundo Argüello Roberto Maytín           |
| 30.05. | Manchester      | AEGON Manchester Trophy                   | € 042.500    | Rasen     | Dustin Brown           | Purav Raja Divij Sharan                   |

### Juni
| Datum  | Ort           | Turnier                           | Preisgeld    | Belag     | Sieger Einzel      | Sieger Doppel                         |
| ------ | ------------- | --------------------------------- | ------------ | --------- | ------------------ | ------------------------------------- |
| 06.06. | Caltanissetta | Città di Caltanissetta            | € 106.500 +H | Sand      | Paolo Lorenzi      | Guido Andreozzi Andrés Molteni        |
| 06.06. | Moskau        | Hoff Open                         | $ 075.000 +H | Sand      | Michail Kukuschkin | Facundo Argüello Roberto Maytín       |
| 06.06. | Lyon          | Open Sopra Steria de Lyon         | € 064.000 +H | Sand      | Steve Darcis       | Grégoire Barrère Tristan Lamasine     |
| 06.06. | Prag          | Sparta Prague Open                | € 042.500 +H | Sand      | Adam Pavlásek      | Tomasz Bednarek Nikola Mektić         |
| 06.06. | Surbiton      | AEGON Surbiton Trophy             | € 042.500    | Rasen     | Lu Yen-hsun        | Purav Raja Divij Sharan               |
| 13.06. | Fargʻona      | Fergana Challenger                | $ 050.000 +H | Hartplatz | Radu Albot         | Yannick Jankovits Luca Margaroli      |
| 13.06. | Blois         | Internationaux de Tennis de Blois | € 042.500 +H | Sand      | Carlos Berlocq     | Alexander Satschko Simon Stadler      |
| 13.06. | Perugia       | Blu-express.com Tennis Cup        | € 042.500 +H | Sand      | Nicolás Kicker     | Rogério Dutra da Silva Andrés Molteni |
| 13.06. | Poprad-Tatry  | Poprad-Tatry Challenger           | € 042.500 +H | Sand      | Horacio Zeballos   | Ariel Behar Andrei Golubew            |
| 13.06. | Ilkley        | AEGON Ilkley Trophy               | € 042.500    | Rasen     | Lu Yen-hsun        | Wesley Koolhof Matwé Middelkoop       |
| 20.06. | Mailand       | Aspria Tennis Cup                 | € 042.500    | Sand      | Marco Cecchinato   | Miguel Ángel Reyes Varela Max Schnur  |
| 27.06. | Marburg       | Marburg Open                      | € 042.500 +H | Sand      | Jan Šátral         | Jamie Cerretani Philipp Oswald        |

### Juli
| Datum  | Ort           | Turnier                                     | Preisgeld    | Belag     | Sieger Einzel      | Sieger Doppel                         |
| ------ | ------------- | ------------------------------------------- | ------------ | --------- | ------------------ | ------------------------------------- |
| 04.07. | Braunschweig  | Sparkassen Open                             | € 106.500 +H | Sand      | Thomaz Bellucci    | Jamie Cerretani Philipp Oswald        |
| 04.07. | Cali          | Seguros Bolívar Open Cali                   | $ 050.000 +H | Sand      | Darian King        | Nicolás Jarry Hans Podlipnik-Castillo |
| 04.07. | Winnetka      | Nielsen Pro Tennis Championship             | $ 050.000    | Hartplatz | Yoshihito Nishioka | Stefan Kozlov John-Patrick Smith      |
| 04.07. | Båstad        | Båstad Challenger                           | € 042.500 +H | Sand      | Horacio Zeballos   | Isak Arvidsson Fred Simonsson         |
| 04.07. | Todi          | Distal & ITR Group Tennis Cup               | € 042.500 +H | Sand      | Miljan Zekić       | Marcelo Demoliner Fabrício Neis       |
| 11.07. | Winnipeg      | Winnipeg National Bank Challenger           | $ 075.000    | Hartplatz | Gō Soeda           | Mitchell Krueger Daniel Nguyen        |
| 11.07. | Posen         | Poznań Open                                 | € 042.500 +H | Sand      | Radu Albot         | Aleksandre Metreweli Peng Hsien-yin   |
| 11.07. | San Benedetto | San Benedetto Tennis Cup                    | € 042.500 +H | Sand      | Federico Gaio      | Federico Gaio Stefano Napolitano      |
| 18.07. | Recanati      | Guzzini Challenger                          | € 042.500 +H | Hartplatz | Illja Martschenko  | Kevin Krawietz Albano Olivetti        |
| 18.07. | Tampere       | Aamulehti Tampere Open                      | € 042.500 +H | Sand      | Kimmer Coppejans   | David Pérez Sanz Max Schnur           |
| 18.07. | Binghamton    | Levene Gouldin & Thompson Tennis Challenger | $ 050.000    | Hartplatz | Darian King        | Matt Reid John-Patrick Smith          |
| 18.07. | Gimcheon      | Gimcheon Open                               | $ 050.000    | Hartplatz | Max Purcell        | Hsieh Cheng-peng Yang Tsung-hua       |
| 25.07. | Biella        | Thindown Challenger Biella                  | € 085.000 +H | Sand      | Federico Gaio      | Andre Begemann Leander Paes           |
| 25.07. | Astana        | President’s Cup                             | $ 100.000    | Hartplatz | Jewgeni Donskoi    | Jaraslau Schyla Andrej Wassileuski    |
| 25.07. | Segovia       | Open Castilla y León – Villa de El Espinar  | € 064.000 +H | Hartplatz | Luca Vanni         | Purav Raja Divij Sharan               |
| 25.07. | Prag          | Advantage Cars Prague Open                  | € 042.500 +H | Sand      | Santiago Giraldo   | Julian Knowle Igor Zelenay            |
| 25.07. | Scheveningen  | The Hague Open                              | € 042.500 +H | Sand      | Robin Haase        | Wesley Koolhof Matwé Middelkoop       |
| 25.07. | Lexington     | Kentucky Bank Tennis Championships          | $ 050.000    | Hartplatz | Ernesto Escobedo   | Luke Saville Jordan Thompson          |

### August
| Datum  | Ort               | Turnier                                       | Preisgeld    | Belag     | Sieger Einzel     | Sieger Doppel                                         |
| ------ | ----------------- | --------------------------------------------- | ------------ | --------- | ----------------- | ----------------------------------------------------- |
| 01.08. | Chengdu           | International Challenger Chengdu              | $ 125.000    | Hartplatz | Jason Jung        | Gong Maoxin Zhang Ze                                  |
| 01.08. | Granby            | Challenger Banque Nationale de Granby         | $ 100.000    | Hartplatz | Frances Tiafoe    | Guilherme Clezar Alejandro González                   |
| 01.08. | Liberec           | Svijany Open                                  | € 042.500 +H | Sand      | Arthur De Greef   | Jonathan Eysseric André Ghem                          |
| 01.08. | Cortina d’Ampezzo | Internazionali di Tennis di Cortina d’Ampezzo | € 042.500    | Sand      | João Souza        | Jamie Cerretani Philipp Oswald                        |
| 08.08. | Qingdao           | ZS-Sports China International Challenger      | $ 125.000    | Sand      | Janko Tipsarević  | Danilo Petrović Tak Khunn Wang                        |
| 08.08. | Aptos             | Nordic Naturals Challenger                    | $ 100.000    | Hartplatz | Daniel Evans      | Nicolaas Scholtz Tucker Vorster                       |
| 08.08. | Gatineau          | Challenger Banque Nationale de Gatineau       | $ 075.000    | Hartplatz | Peter Polansky    | Tristan Lamasine Franko Škugor                        |
| 08.08. | Fano              | Adriatic Challenger                           | € 042.500 +H | Sand      | João Souza        | Riccardo Ghedin Alessandro Motti                      |
| 08.08. | Trnava            | Strabag Challenger Open                       | € 042.500 +H | Sand      | Steve Darcis      | Sander Gillé Joran Vliegen                            |
| 08.08. | Portorož          | Tilia Slovenia Open                           | € 042.500    | Hartplatz | Florian Mayer     | Sjarhej Betau Ilja Iwaschka                           |
| 15.08. | Cordenons         | Acqua Dolomia Tennis Cup                      | € 042.500 +H | Sand      | Taro Daniel       | Andre Begemann Aljaksandr Bury                        |
| 15.08. | Meerbusch         | Cittadino Challenger                          | € 042.500    | Sand      | Florian Mayer     | Michail Jelgin Andrej Wassileuski                     |
| 22.08. | Manerbio          | Internazionali di Tennis Manerbio             | € 042.500 +H | Sand      | Leonardo Mayer    | Nikola Mektić Antonio Šančić                          |
| 29.08. | Curitiba          | Aberto do Paraná de Tênis                     | $ 050.000 +H | Sand      | Agustín Velotti   | Rubén Ramírez Hidalgo Pere Riba                       |
| 29.08. | Bangkok           | Wind Energy Holding Bangkok Open              | $ 050.000    | Hartplatz | Blaž Kavčič       | Wishaya Trongcharoenchaikul Kittipong Wachiramanowong |
| 29.08. | Como              | Torneo Città di Como                          | € 042.500    | Sand      | Kenny de Schepper | Roman Jebavý Andrej Martin                            |

### September
| Datum  | Ort                    | Turnier                                               | Preisgeld    | Belag         | Sieger Einzel         | Sieger Doppel                         |
| ------ | ---------------------- | ----------------------------------------------------- | ------------ | ------------- | --------------------- | ------------------------------------- |
| 05.09. | Genua                  | AON Open                                              | € 106.500 +H | Sand          | Jerzy Janowicz        | Julio Peralta Horacio Zeballos        |
| 05.09. | Barranquilla           | Claro Open Barranquilla                               | $ 050.000 +H | Sand          | Diego Schwartzman     | Alejandro Falla Eduardo Struvay       |
| 05.09. | Shanghai               | Road to Shanghai Rolex Masters                        | $ 050.000    | Hartplatz     | Henri Laaksonen       | Hsieh Cheng-peng Yi Chu-huan          |
| 05.09. | Sevilla                | Copa Sevilla                                          | € 042.500 +H | Sand          | Casper Ruud           | Íñigo Cervantes Oriol Roca Batalla    |
| 05.09. | Alphen aan den Rijn    | Tean International                                    | € 042.500    | Sand          | Jan-Lennard Struff    | Daniel Masur Jan-Lennard Struff       |
| 05.09. | Saint-Rémy-de-Provence | Trophée des Alpilles                                  | € 042.500    | Hartplatz     | Daniil Medwedew       | Ken Skupski Neal Skupski              |
| 12.09. | Stettin                | Pekao Szczecin Open                                   | € 106.500 +H | Sand          | Alessandro Giannessi  | Andre Begemann Aljaksandr Bury        |
| 12.09. | Nanchang               | Honggutan – China International Challenger – Nanchang | $ 075.000 +H | Hartplatz     | Hiroki Moriya         | Wu Di (Tennisspieler) Zhang Zhizhen   |
| 12.09. | Banja Luka             | Banja Luka Challenger                                 | € 064.000 +H | Sand          | Adam Pavlásek         | Roman Jebavý Jan Šátral               |
| 12.09. | Istanbul               | American Express – Istanbul                           | $ 075.000    | Sand          | Malek Jaziri          | Sadio Doumbia Calvin Hemery           |
| 12.09. | Cary                   | Atlantic Tire Championships                           | $ 050.000    | Hartplatz     | James McGee           | Philip Bester Peter Polansky          |
| 12.09. | Meknès                 | Morocco Tennis Tour Meknès                            | € 042.500    | Hartplatz     | Maximilian Marterer   | Luca Margaroli Mohamed Safwat         |
| 19.09. | Kaohsiung              | OEC Kaohsiung Challenger                              | $ 125.000 +H | Hartplatz     | Chung Hyeon           | Sanchai Ratiwatana Sonchat Ratiwatana |
| 19.09. | Izmir                  | İzmir Cup                                             | € 064.000    | Hartplatz     | Marsel İlhan          | Marco Chiudinelli Marius Copil        |
| 19.09. | Columbus               | Columbus Challenger                                   | $ 050.000    | Hartplatz (i) | Mikael Torpegaard     | Miķelis Lībietis Dennis Novikov       |
| 19.09. | Sibiu                  | Sibiu Open                                            | € 042.500 +H | Sand          | Robin Haase           | Robin Haase Tim Pütz                  |
| 19.09. | Kenitra                | Morocco Tennis Tour Kenitra                           | € 042.500    | Sand          | Maximilian Marterer   | Kevin Krawietz Maximilian Marterer    |
| 19.09. | Santos                 | Campeonato Internacional de Tênis de Santos           | $ 040.000 +H | Sand          | Renzo Olivo           | Sergio Galdós Máximo González         |
| 26.09. | Orléans                | Open d’Orléans                                        | € 106.500 +H | Hartplatz (i) | Pierre-Hugues Herbert | Nikola Mektić Franko Škugor           |
| 26.09. | Tiburon                | Wells Fargo Bank Tiburon Challenger                   | $ 100.000    | Hartplatz     | Darian King           | Matt Reid John-Patrick Smith          |
| 26.09. | Medellín               | Claro Open Medellín                                   | $ 050.000 +H | Sand          | Facundo Bagnis        | Alejandro Falla Eduardo Struvay       |
| 26.09. | Rom                    | BFD Challenger                                        | € 042.500 +H | Sand          | Jan Šátral            | Federico Gaio Stefano Napolitano      |

### Oktober
| Datum  | Ort               | Turnier                                                | Preisgeld    | Belag         | Sieger Einzel         | Sieger Doppel                         |
| ------ | ----------------- | ------------------------------------------------------ | ------------ | ------------- | --------------------- | ------------------------------------- |
| 03.10. | Mons              | Ethias Trophy                                          | € 106.500 +H | Hartplatz (i) | Jan-Lennard Struff    | Julian Knowle Jürgen Melzer           |
| 03.10. | Stockton          | Stockton Challenger                                    | $ 100.000    | Hartplatz     | Frances Tiafoe        | Brian Baker Sam Groth                 |
| 03.10. | Mohammedia        | Morocco Tennis Tour Mohammedia                         | € 042.500    | Sand          | Gerald Melzer         | Dino Marcan Antonio Šančić            |
| 03.10. | Campinas          | Campeonato Internacional de Tênis de Campinas          | $ 040.000 +H | Sand          | Facundo Bagnis        | Federico Coria Tomás Lipovsek Puches  |
| 10.10. | Taschkent         | Tashkent Challenger                                    | $ 125.000 +H | Hartplatz     | Konstantin Krawtschuk | Michail Jelgin Denis Istomin          |
| 10.10. | Monterrey         | Monterrey Open                                         | $ 100.000 +H | Hartplatz     | Ernesto Escobedo      | Evan King Denis Kudla                 |
| 10.10. | Fairfield         | Francis Ford Coppola Winery Fairfield Men’s Challenger | $ 100.000    | Hartplatz     | Santiago Giraldo      | Brian Baker Mackenzie McDonald        |
| 10.10. | Buenos Aires      | Copa Fila                                              | $ 050.000 +H | Sand          | Renzo Olivo           | Julio Peralta Horacio Zeballos        |
| 10.10. | Ho-Chi-Minh-Stadt | Vietnam Open                                           | $ 050.000 +H | Hartplatz     | Jordan Thompson       | Sanchai Ratiwatana Sonchat Ratiwatana |
| 10.10. | Casablanca        | Morocco Tennis Tour Casablanca                         | € 042.500    | Sand          | Maxime Janvier        | Roman Jebavý Andrej Martin            |
| 17.10. | Ningbo            | International Challenger Ningbo                        | $ 125.000    | Hartplatz     | Lu Yen-hsun           | Jonathan Eysseric Serhij Stachowskyj  |
| 17.10. | Brest             | Open Brest Arena Crédit Agricole                       | € 106.500 +H | Hartplatz (i) | Norbert Gombos        | Sander Arends Mateusz Kowalczyk       |
| 17.10. | Las Vegas         | Las Vegas Tennis Open                                  | $ 050.000 +H | Hartplatz     | Sam Groth             | Brian Baker Matt Reid                 |
| 17.10. | Santiago de Chile | Movistar Open by Cachantún                             | $ 050.000 +H | Sand          | Máximo González       | Julio Peralta Horacio Zeballos        |
| 24.10. | Budapest          | WHB Hungarian Open                                     | € 064.000 +H | Hartplatz (i) | Marius Copil          | Aljaksandr Bury Andreas Siljeström    |
| 24.10. | Suzhou            | China International Suzhou                             | $ 075.000    | Hartplatz     | Lu Yen-hsun           | Michail Jelgin Alexander Kudrjawzew   |
| 24.10. | Lima              | Lima Challenger – Copa Claro                           | $ 050.000 +H | Sand          | Cristian Garín        | Sergio Galdós Leonardo Mayer          |
| 24.10. | Pune              | KPIT-MSLTA Challenger                                  | $ 050.000    | Hartplatz     | Sadio Doumbia         | Purav Raja Divij Sharan               |
| 24.10. | Traralgon         | Latrobe City Traralgon Challenger                      | $ 050.000    | Hartplatz     | Jordan Thompson       | Matt Reid John-Patrick Smith          |
| 31.10. | Guayaquil         | Challenger Ciudad de Guayaquil                         | $ 050.000 +H | Sand          | Nicolás Kicker        | Ariel Behar Fabiano de Paula          |
| 31.10. | Canberra          | Apis Canberra International                            | $ 050.000    | Hartplatz     | James Duckworth       | Luke Saville Jordan Thompson          |
| 31.10. | Charlottesville   | Charlottesville Men’s Pro Challenger                   | $ 050.000    | Hartplatz (i) | Reilly Opelka         | Brian Baker Sam Groth                 |
| 31.10. | Eckental          | Bauer Watertechnology Cup                              | € 035.000 +H | Teppich (i)   | Steve Darcis          | Kevin Krawietz Albano Olivetti        |

### November
| Datum  | Ort                  | Turnier                              | Preisgeld    | Belag         | Sieger Einzel      | Sieger Doppel                            |
| ------ | -------------------- | ------------------------------------ | ------------ | ------------- | ------------------ | ---------------------------------------- |
| 07.11. | Bratislava           | Peugeot Slovak Open                  | € 085.000 +H | Hartplatz (i) | Norbert Gombos     | Ken Skupski Neal Skupski                 |
| 07.11. | Mouilleron-le-Captif | Internationaux de Tennis de Vendée   | € 085.000 +H | Hartplatz (i) | Julien Benneteau   | Jonathan Eysseric Édouard Roger-Vasselin |
| 07.11. | Bogotá               | Milo Open                            | $ 075.000 +H | Sand          | Facundo Bagnis     | Marcelo Arévalo Sergio Galdós            |
| 07.11. | St. Ulrich in Gröden | Sparkasse ATP Challenger             | € 064.000    | Hartplatz (i) | Stefano Napolitano | Kevin Krawietz Albano Olivetti           |
| 07.11. | Kōbe                 | Hyogo Noah Challenger                | $ 050.000 +H | Hartplatz (i) | Chung Hyeon        | Daniel Masur Ante Pavić                  |
| 07.11. | Knoxville            | Knoxville Challenger                 | $ 050.000    | Hartplatz (i) | Michael Mmoh       | Peter Polansky Adil Shamasdin            |
| 14.11. | Montevideo           | Uruguay Open                         | $ 050.000 +H | Sand          | Diego Schwartzman  | Andrés Molteni Diego Schwartzman         |
| 14.11. | Toyota               | Dunlop Srixon World Challenge        | $ 050.000 +H | Teppich (i)   | James Duckworth    | Matt Reid John-Patrick Smith             |
| 14.11. | Brescia              | Internazionali Città di Brescia      | € 042.500 +H | Teppich (i)   | Luca Vanni         | Michail Jelgin Alexander Kudrjawzew      |
| 14.11. | Champaign            | JSM Challenger of Champaign-Urbana   | $ 050.000    | Hartplatz (i) | Henri Laaksonen    | Austin Krajicek Tennys Sandgren          |
| 21.11. | Andria               | Andria e Castel del Monte Challenger | € 042.500 +H | Teppich (i)   | Luca Vanni         | Wesley Koolhof Matwé Middelkoop          |
| 21.11. | Astana               | Astana Challenger Capital Cup        | $ 050.000 +H | Hartplatz (i) | Yoshihito Nishioka | Timur Chabibulin Alexander Nedowessow    |
| 21.11. | Columbus             | Columbus II Challenger               | $ 075.000    | Hartplatz (i) | Stefan Kozlov      | David O’Hare Joe Salisbury               |

- 1 Turnierbeginn (ohne Qualifikation)
- 2 Das Kürzel +H (= hospitality) bedeutet, dass das betreffende Turnier die Spieler unterbringt
- 3 Das Kürzel „(i)“ (= indoor) bedeutet, dass das betreffende Turnier in einer Halle ausgetragen wird.

## Verteilung der Weltranglistenpunkte
Ein Überblick über die Punktverteilung der jeweiligen Challenger-Kategorien.
| Turnierkategorie | Gesamtsumme Preisgeld                         | S   | F  | HF | VF | AF | Zusätzliche Qualifikationspunkte |
| ---------------- | --------------------------------------------- | --- | -- | -- | -- | -- | -------------------------------- |
| Challenger       | $0125.000 +H €0106.500 +H                     | 125 | 75 | 45 | 25 | 10 | 5                                |
| Challenger       | $0125.000 $0100.000 +H €0106.500 €0085.000 +H | 110 | 65 | 40 | 20 | 09 | 5                                |
| Challenger       | $0100.000 $0075.000 +H €0085.000 €0064.000 +H | 100 | 60 | 35 | 18 | 08 | 5                                |
| Challenger       | $0075.000 $0050.000 +H €0064.000 €0042.500 +H | 090 | 55 | 33 | 17 | 08 | 5                                |
| Challenger       | $0050.000 €0042.500                           | 080 | 48 | 29 | 15 | 07 | 3                                |
| Challenger       | $0040.000 +H €0035.000 +H                     | 080 | 48 | 29 | 15 | 06 | 3                                |

- Erklärung Kopfzeile: S = Sieger; F = (unterlegener) Finalist; HF = Halbfinale erreicht (und dann ausgeschieden); VF = Viertelfinale; AF = Achtelfinale; RR = Round Robin
- +H = Turniere, die zusätzlich zum Preisgeld die Unterkunft für die Spieler trugen, wurden in die jeweils nächsthöhere Preisgeldkategorie gestuft.
- Paare im Doppel erhielten keine Punkte vor dem Viertelfinale.